# Сіверськодонецький льодовий палац
Сіверськодонецький льодовий палац спорту розташовувався в центрі міста, на перехресті вулиці Маяковського та Центрального проспекту.
Льодовий палац спорту зруйнований російськими окупантами на початку червня 2022 року під час повномасштабного російського вторгнення в Україну.

## Історія

### Радянський період
Будівництво льодового палацу спорту розпочато наприкінці 1970 року. Відкриття відбулося 5 травня 1975 року. Від цього часу він був найбільшим за місткістю льодовим палацом України. 1976 року було створено місцеву хокейну команду «Хімік». Льодовий палац спорту неодноразово визнавали найкращою базою в Україні з спортивно-массової та оздоровчої роботи.
У 1984 році зайняв друге місце в СРСР серед подібних палаців спорту. Сюди приїздили для участі у змаганнях спортсмени зі всіх республік СРСР, а також з Чехословаччини, Угорщини, Польщі, Німеччини, Італії, Канади, США, Греції, Ізраїля. У 1979 році тут відбувся хокейний турнір на призи газети «Радянський спорт» за участю клубів вищої ліги Чемпіонату СРСР («Динамо» Москва, «Хімік» (Воскресенськ), «Іжсталь» (Іжевськ), «Автомобіліст» (Свердловськ)). Арена тривалий час приймала обласні хокейні дитячо-юнацькі змагання у рамках турніру «Золота шайба», більшість із яких вигравали місцеві молоді хокеїсти, лише подеколи поступаючись командам із Луганська та Первомайська.
У ДЮСШ при палаці спорту серед фігуристів виховані три майстра спорту: Руслан Шумаков, Тетяна Тропіна та Наталія Іваннікова. Остання стала солісткою українського «Балету на льоду», а тепер виступає в американському шоу на льоду. Тут виступав український ковзаняр Віктор Петренко. У палаці спорту проведений Чемпіонат СРСР з художньої гімнастики, в якому брала участь чемпіонка світу Ірина Дерюгіна. У різні часи в Льодовому палаці спорту виступали зірки радянської, української та російської естради. З 1981 року тут щорічно збираються на прощальний бал випускники всіх шкіл Сєвєродонецька.

### У Незалежній Україні

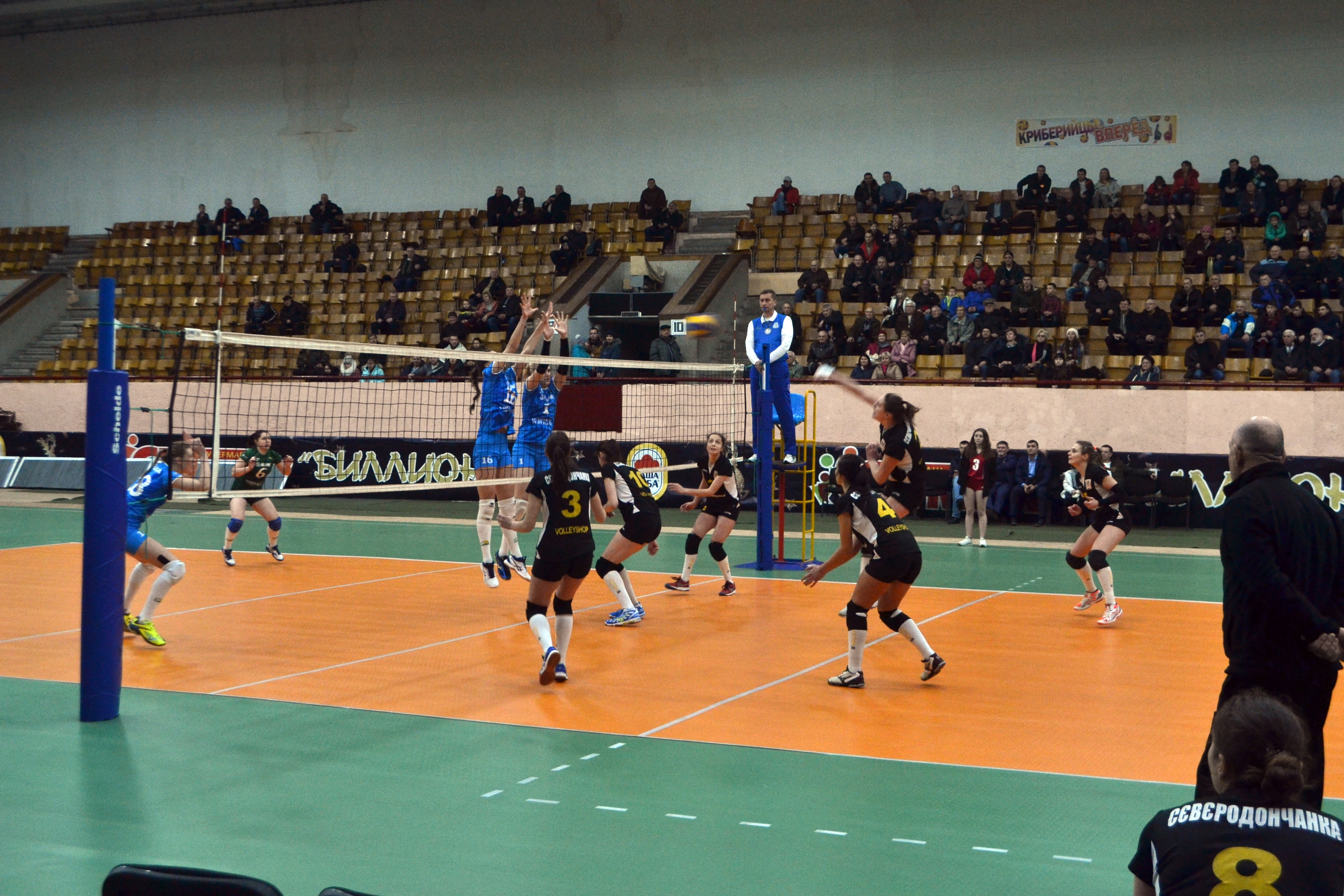
Матч «Сєвєродончанки» (2017)

2001 року сіверськодонецький льодовий палац спорту був обраний Олімпійською базою з підготовки до 20-х зимових Олімпійських ігор 2006 року у місті Турин. З 2005 року є основною спортивною базою волейбольного клубу «Сєвєродончанка».
У 2008 році палац спорту було повністю реконструйовано.
З 2008 по 2009 роки палац спорту був головною ареною волейбольного Кубку України.
На час реконструкції домашньої арени «Донбасу» донецькі хокеїсти виступали у льодовому палаці Сіверськодонецька.
У 2011 році передбачалася заміна старого холодильного обладнання. Кошти на це мало виділити місцеве хімічне підприємство «Азот». 
У вересні 2012 року було відновлено діяльність місцевої хокейної команди «Хімік».

### Російсько-українська війна
9 червня 2022 року голова Луганської обласної військової адміністрації Сергій Гайдай повідомив, що льодовий палац знищено внаслідок артобстрілу російськими окупантами

## Політика
28 листопада 2004 року у льодовому палаці спорту відбувся перший Всеукраїнський з'їзд депутатів усіх рівнів — на противагу Помаранчевій революції.
Навесні 2008 року тут відбувся другий Всеукраїнський з'їзд депутатів всіх рівнів. З'їзд відомий скандальними чутками навколо оренди Льодового палацу, згідно яких тодішній мер Сіверськодонецька Грицишин запросив 1 млн дол. США
.